# پسر مین هان
پسر مین هان (انگلیسی: Son Min-han؛ زادهٔ ۲ ژانویهٔ ۱۹۷۵) بازیکن بیس‌بال اهل کره جنوبی است.